# Salida de Janamoro
Salida de Janamoro är en ort i Mexiko.   Den ligger i kommunen Hidalgo och delstaten Michoacán de Ocampo, i den södra delen av landet, 150 km väster om huvudstaden Mexico City. Salida de Janamoro ligger 2 084 meter över havet och antalet invånare är 392.
Terrängen runt Salida de Janamoro är huvudsakligen kuperad, men söderut är den bergig. Runt Salida de Janamoro är det ganska tätbefolkat, med 93 invånare per kvadratkilometer. Närmaste större samhälle är Ciudad Hidalgo, 2,0 km sydväst om Salida de Janamoro. I omgivningarna runt Salida de Janamoro växer huvudsakligen savannskog.